# Pieter Wispelwey

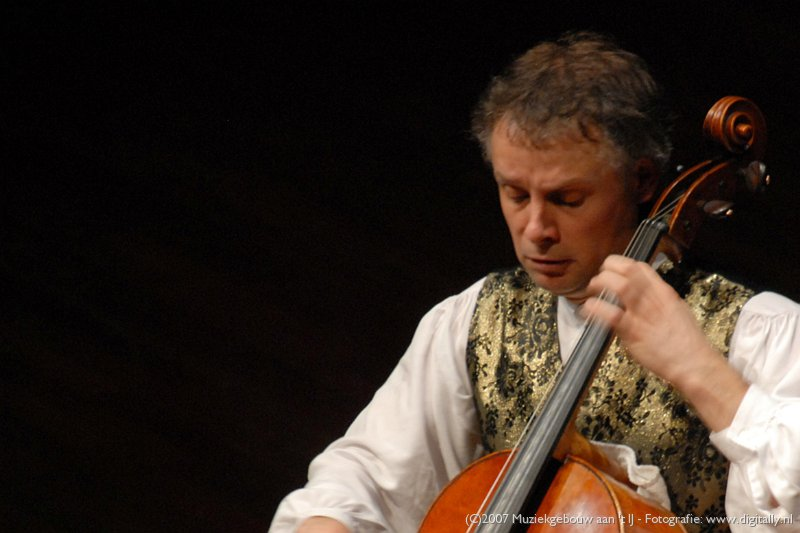
Pieter Wispelwey in het Muziekgebouw aan 't IJ op 30 januari 2007 (foto Fai Ho)

Pieter Wispelwey (Haarlem, 25 september 1962) is een Nederlandse cellist.

## Levensloop
Wispelwey, geboren in Haarlem en opgegroeid in Santpoort, verhuisde op 19-jarige leeftijd naar Amsterdam, waar hij woonde tot zijn verhuizing naar Grootschermer. Als kind hoorde hij vaak de repetities van het strijkkwartet waarin zijn vader meespeelde.
Later kreeg hij les van onder anderen Anner Bijlsma, de Brit William Pleeth en de Amerikaan Paul Katz. Hij nam in 1990 zijn eerste cd op voor het kleine label Channel Classics Records (Bachs cellosuites), die goed werd ontvangen. Daarna volgden meer optredens en meer bekendheid, vooral in het buitenland. Er kwamen ook nieuwe cd-opnamen (bij Channel Classics) van muziek van Benjamin Britten, Ludwig van Beethoven, Johannes Brahms, Zoltán Kodály, etc.

## Repertoire
Wispelwey beheerst zowel moderne als oude (barok) cello's. Zijn opname van de Beethoven sonates en variaties (met Dejan Lazic) is bijvoorbeeld 'modern', waar zijn eerste met Paul Komen 'authentiek' waren. Hierin is hij uitzonderlijk, aangezien het spelen op darmsnaren een andere techniek vereist dan op staal. Wispelwey speelt diverse muziekstijlen en voerde gevarieerd repertoire (van 1600 tot heden) uit en nam dit op.

## Speltechniek
Met name de streektechniek van Wispelwey wordt geroemd. Dit levert veelal 'lange lijnen' op, spanningsbogen over vele maten heen.
Optreden in het buitenland waaraan na 1990 is gewerkt heeft een positief effect gehad op Wispelweys carrière.